# Ruby Muhammad
Ruby Macie Muhammad (Sandersville, 20 marzo 1907 – Sacramento, 4 marzo 2011) è stata una religiosa statunitense, conosciuta come la madre della "Nation of Islam".

## Biografia
Nacque a Sandersville (Georgia), ma crebbe ad Americus (sempre in Georgia). Nonostante la religiosa sostenesse di essere nata con il nome di Ruby Macie Grayer il 20 marzo 1897, non esiste alcun atto di nascita che lo dimostri. Sulla base di un censimento del 1910, Ruby viene registrata con un'età di 3 anni, facendo suggerire come data di nascita il 1907.
Dopo la morte della madre fu allevata da una donna che lei chiamava "zia", anche se non è chiaro il legame di parentela. Affermò sempre che suo padre era morto all'età di 107 anni, e il suo bisnonno a 110.
Nel 1946 entrò a far parte del movimento Nation of Islam, e, nel 1986, il ministro Louis Farrakhan la nominò Madre della Nation of Islam, anche se si trattava solo ed esclusivamente di un titolo onorifico. 
Morì di cancro ai polmoni il 4 marzo 2011 a Sacramento, in California.